# علم الأنساب النسوية
يشير مصطلح علم الأنساب النسوية إلى الأصل النظري وتقاليد النسوية وفقًا للفكر النسوي، وهو بمثابة استعادة الذاكرة التاريخية للحركة النسوية بالنسبة إلى حركة التحول الاجتماعي التي تطورت لتتماشى مع النظريات المختلفة مثل الليبرالية والماركسية، والتي أدت في الوقت ذاته إلى الحديث بصيغة الجمع في الحركات النسوية.